# Вещие сестрички (мультфильм)
«Вещие сестрички» — анимационный рисованный мультсериал. Является одноимённой экранизацией к книге: Терри Пратчетт «Вещие сестрички» из цикла «Плоский мир» (Discworld). В том же году вышло продолжение «Роковая музыка» (Soul Music).

## Сюжет
В центре внимания оказываются 3 ведьмы, из провинциального города Ланкр — Эсмеральда Ветровоск, Гита Ягг и Маграт Чесногк.

## Роли озвучивали
- Джейн Хоррокс — Маграт Чесногк
- Джуди Вайтфелд — Нянюшка Ягг
- Аннет Кросби — Эсмеральда Ветровоск
- Кристофер Ли — Смерть